# Односи Србије и Израела
Односи Србије и Израела су инострани односи Републике Србије и Државе Израела.

## Билатерални односи
Дипломатски односи су успостављени 1948. године (прекинути од Јунског рата 1967. до 1991, када су званично обновљени).
У јануару 2021. одржана је прва српско-јеврејска академска конференција.

### Посете
- Званична једнодневна посета председника Израела Рувена Ривлина Србији 26.7.2018. године.
- Председник Србије Томислав Николић боравио је у државној посети Израелу од 29.4. до 1.5.2013. године.

### Дипломатски представници

#### У Београду
Амбасада Израела у Београду радно покрива Црну Гору.
- Јахел Вилан, амбасадор, 2020. -
- Алона Фишер-Кам, амбасадор, 2016. — 2020.
- Јосеф Леви, амбасадор, 2011. — 2016.
- Артур Кол, амбасадор, 2007. - 2011.
- Јафа Бен-Ари, амбасадор, 2003. - 2007.
- Јорам Шани, амбасадор, 2000. - 2003.
- Давид Сасон, амбасадор, 1996. - 1999.
- Авигдор Даган, посланик, 1965. - 1967.
- Аврахам Кидрон, посланик, 1963. - 1965.
- Авијезер Челуче, посланик, 1961. - 1963.
- Аврахам Даром, посланик, 1957. - 1960.
- Арје Левави, посланик, 1954. - 1957.
- Моше Ишаи, посланик, 1951.

#### У Тел Авиву
- Милутин Станојевић, амбасадор, 2014. - 2020.
- Зоран Басараба, амбасадор, 2012. - 2013.
- Миле Исаков, амбасадор, 2006. — 2009.
- /  Кринка Видаковић-Петров, амбасадор, 2002. — 2006.
- Мирко Стефановић, отправник послова, 1992. — 1997. а затим и амбасадор, 1997. — 2001.
- Војимир Шобајић, посланик, 1964.— 1967.
- Јоже Земљак, посланик, 1960. — 1964.
- Драгоје Ђурић, посланик, 1956. — 1960.
- Јован Вукмановић, посланик, 1954. — 1956.
- Душан Братић, посланик, 1951. — 1954.
- Никола Милићевић, посланик, 1950. — 1951.
- Никола Брозина, посланик, 1949. — 1950.

## Историја односа
Српска влада, одмах после Велике Британије, прихвата Балфурову декларацију.
За време окупације Југославије југословенска краљевска влада у првим месецима избеглиштва привремено била смештена у Палестини.

### Генерални конзулат Краљевине Југославије у Јерусалиму
- Радош Шћепановић, генерални конзул, децембар 1944. — 13. јул 1946.
- Миливоје Милчић, генерални конзул, новембар 1943. — 13. октобар 1944.
- Драгош Драгутиновић, генерални конзул, мај 1941. — октобар 1943.
- Др Иво де Ђули, генерални конзул, 1937. — мај 1941.[4]

### Односи СФР Југославије и Израела
СФР Југославија и Израел су успоставили дипломатске односе 1948. године.
До 1952. године, укупно 7.578 Јевреја емигрирало је из Југославије у Израел. Током овог периода, Југославија је била углавном неутрална у арапско-израелском сукобу, али је одржавала везе са Израелом, уз помоћ своје позамашне јеврејске емиграције.
Након Шестдневног рата 1967. године, пратећи проарапску политику, Југославија прекида дипломатске односе са Израелом.
Током распада СФР Југославије, СP Југославија обнавља дипломатске односе са Израелом 31. јануара 1992. године, тражећи одређену међународну подршку пошто је практично изолована од међународне заједнице током југословенских ратова.

### Наводно израелско наоружавање Срба у Босни
Године 1995., залихе израелског оружја појавиле су се међу српским милитантима у Босни. Међутим, у то време није било јасно колико је снабдевање било екстензивно, да ли је одрађено од стране државних или приватних трговаца оружјем и да ли је израелска влада уопште знала и одобрила те трансфере.
Касније је установљено да је Израел намерно обезбеђивао оружје Србима током рата у Босни, вероватно због просрпске пристрасности Израелске владе у то време, или можда у замену за имиграцију сарајевске јеврејске заједнице у Израел. Мосад је наводно био одговоран за снабдевање српске стране са оружјем.

### КритикаНАТОбомбардовања Југославије 1999. од стране Израелске владе
Израел је 1999. одбио да подржи НАТО бомбардовање Југославије, што је довело до опомена из Сједињених Америчких Држава.
Аријел Шарон, министар спољних послова у влади тадашњег и садашњег премијера Бенјамина Нетанјахуа, је критиковао НАТО бомбардовање као акт "бруталног интервенционизма". У првом детаљном одговору Израела на НАТО кампању против Београда, Шарон је изјавио како су Србија и Косово су били жртве насиља. Он је рекао да су пре тренутне југословенске кампање против косовских Албанаца, Срби били мета напада на Косову. "Израел има јасну политику. Ми смо против агресивних акција. Ми смо против повређивања невиних људи. Надам се да ће се стране у најкраћем могућем року врати за преговарачки сто." Мисли се да је Шарон вероватно подржао југословенску страну због спасавања Јевреја током холокауста од стране српског становништва. При обраћању поводом Шаронове смрти, српски министар Александар Вулин је изјавио: "Српски народ ће памтити Шарона због противљења НАТО бомбардовања 1999. године против бивше Југославије и заговарања поштовања суверенитета других народа и политике не мешања у њихове унутрашње послове."
Током кризе, члан Кнесета Елјаким Хаецни је рекао да Срби треба да буду први који ће добити израелску помоћ. "Они су наши традиционални пријатељи", рекао је израелском радију.
Мисли се да је израелска просрпска позиција вероватно била резултат спасавања Јевреја током холокауста од стране српског становништва и личних сећања која су још увек била присутна међу старијим израелским политичарима који су служили у израелској влади у то време, као што је Јосеф Томи Лапид израелски политичар, рођен у Новом Саду, а служио је као министар правде Израела.

### ПитањеКосоваидржавности Палестине
Израел признаје независност Косова.
Дана 28. априла 2009. године, Артур Кол, амбасадор Израела у Србији, је рекао да, иако је прошло више од годину дана од када је Косово једнострано прогласило независност, Израел нема намеру да призна декларацију, и додао: "од Израела се са времена на време тражи да се изјасни колико је чврста ова одлука, али чињеница је да се став Израела није променило. Српски народ и српска влада треба да цене позицију Израела, која показује пријатељство између две земље."
Дана 16. септембра 2009. године, током званичне посете Београду, израелски министар иностраних послова Авигдор Либерман је такође потврдио да Израел неће признати Косово и да се нада да ће проблем бити решен на миран начин. Он је изјавио следеће: "Израел прати ситуацију између Србије и Косова и нада се стварном, свеобухватном и мирном решењу, које ће бити постигнуто путем преговора између две стране." Либерман је такође додао да ће Израел бити у стању да издржи притисак да призна Косово, јер: "Израел је под притиском од 1948. године по многим питањима и знамо како да се носимо са било каквим притиском."
Дана 4. септембра 2020. године Израел је признао једнострано проглашену независност Косова, да би 1. фебруара 2021. године Израел и Косово успоставили пуне дипломатске односе.
2011. године, Србија је гласала да призна Палестину као 195. чланицу УНЕСКО-а, противно жељама Израела. Београд је изјавио да се не би противио резолуцији којом се признаје палестински суверенитет, када би таква резолуција дошла пред Генералну скупштину УН. С друге стране, српски ентитет у Босни и Херцеговини блокирао је босанско признање Палестине у УНЕСКО-у.

## Економске везе
Економске везе између Израела и Србије се брзо шире од 2009. године, делимично због укидања визних ограничења између две земље у септембру те године.
- У 2021. робна размена је прешла 107 милиона УСД (извоз из Србије 59,6 милиона док је увоз био вредан 48,1 милион).
- У 2020. укупна робна размена је била на нивоу од 82,1 милион УСД (извоз из Србије 43,4 милиона док је увоз износио 38,7 милиона УСД).
- У 2019. укупна робна размена износила је 84 милиона УСД (извоз из наше земље 39 милиона док је увоз био 45 милиона).[5][6]

Дана 1. фебруара 2012. године, Председник Србије Борис Тадић истакао је током свечаности поводом 20 година од обнављања дипломатских односа, како су израелске компаније уложиле више од милијарду евра у инфраструктуру у Србији.
У октобру 2009. године, српски министар унутрашњих послова Ивица Дачић посетио је Израел. Током те посете потписан је споразум између две владе о сарадњи у борби против криминала, илегалне трговине и злоупотребе наркотика и психоактивних супстанци, тероризма и других тешких кривичних дела.

### Туризам
Од укидања визних ограничења између две земље у септембру 2009. године, Израел преко амбасаде у Београду промовише српски туризам у Израелу. Ова промоција укључује годишње рекламе на билбордима и јавним аутобусима у Београду који представљају Израелско море и сунчане плаже као идеалне летње дестинације под називом "Осети Израел" ("Feel Israel").
2011. године израелска амбасада покренула је туристичку кампању под називом "Ја Волим Тел Авив" ("I Love Tel-Aviv"), која је укључивала изградњу "Плаже" у Новом Саду са циљем да симулира типичну плажу у израелском граду Тел Авиву и да се користи као место за журке и друге активности које промовишу туризам у Израелу.
Према подацима израелског Државног завода за статистику, током 2011. године 4.700 српских туриста посетило је Израел, у поређењу са 1.400 у 2009. години.

## Јеврејска заједница Србије
Још у 13. веку забележене су јеврејске заједнице (како Ашкенази тако и Сефардских Јевреја) у граду Београду. Први Јевреји који су се населили у Београд првобитно су дошли из Италије и Дубровника, а касније из Мађарске и Шпаније.
Јеврејске заједнице на Балкану знатно су се увећале у 15. и 16. веку када су ту стигле избеглице које су бежале од инквизиције у Шпанији и Португалу. Османски султан Бајазит II је примио јеврејске избеглице у своје царство. Јевреји су се укључили у трговину између различитих покрајина османског царства, где су постали нарочито значајни за трговину соли.
У време турске власти, Срби и Јевреји су углавном били у добрим односима, а јеврејски трговци су одржавали трговачке руте у царству. Почев од 1804. Срби су кренули у борбу за независност од Турака. Многи Јевреји су снабдевали Србе оружјем, а османски Турци су им се брутално светили. Борба за независност трајала је до 1830. када је Србија стекла независност.
У северну покрајину Војводину, која је била под аустријском влашћу, Јевреји се насељавају у 18. веку, после доношења едикта о толеранцији из 1782. године којим је цар Јозеф II гарантовао верске слободе Јеврејима у монархији.
Српска власт била је углавном добронамерна према Јеврејима. Под влашћу Милоша Обреновића београдска јеврејска заједница издавала је свој сопствени новац. Кнез Михаило Обреновић је 1861. преузео власт и увео антијеврејска ограничења. Овакав став према Јеврејима произлази из историјског контекста у којем се средином 19. века у Европи и САД буктао антисемитизам који је за последицу имао протеривање и погроме над јеврејским живљем.
Хор „Браћа Барух“, основан 1879. у Београду је према неким истраживањима најстарији јеврејски активни хор у свету. Овај хор, који представља један од синонима јеврејске културе у Србији, најпре је основан као „Српско-јеврејско певачко друштво“, а име је променило после обнављања, у спомен на тројицу браће Барух из познате јеврејске револуционарне породице из Београда.
У Београду је, 1874. године, основано Јеврејско женско друштво. Основала га је неколицина сефардских жена, које су тада успеле да се изборе за оснивање овог првог женског удружења на територији Србије, првог таквог удружења међу Сефардима на Балкану, а из оскудних података до којих се може доћи чини се да је Јеврејско женско друштво уједно и прво удружење сефардских жена на Оријенту. Ова организација сматра се претечом сличних друштава у Србији, па је тако већ наредне године основано и удружење српских жена, Београдско женско друштво.
Српски парламент је укинуо све антијеврејске рестрикције 1889.
Године 1912. у Србији је живело 5.000 Јевреја. Српски Јевреји су се заједно са Србима борили против Централних сила у Првом светском рату. 132 Јеврејина су погинула у ратовима 1912-1918 и подигнут им је споменик у Београду на јеврејском сефардском гробљу.
Јеврејска заједница се знатно развијала пре и после Првог светског рата, пратећи верску аутономију коју су добили и образовне институције и синагоге које су се оснивале и за Ашкеназе и за Сефарде.
После Првог светског рата, у Краљевини Југославији је живело око 65.200 Јевреја (око 13.500 на територији која је данас Република Србија).
Пре Другог светског рата у Београду је живело око 10.000 Јевреја, од којих је 80% говорило језик ладино (сефарди), а 20% јидиш (ашкенази).
Већина Јевреја који су живели у Србији убијено је током холокауста.
Током рата многи Јевреји су добили уточиште од стране српског становништва, а многи од њих су се 1941. придружили покрету отпора: комунистичким југословенским партизанима и четничком покрету оданом краљевини. Српски цивили су били укључени у спасавање хиљада југословенских Јевреја у овом периоду. Након рата, већина оних који су преживели постепено је емигрирала у Израел.
До ослобођења Србије 1944. већина Јевреја у Србији је ликвидирана. Од 82.500 Јевреја у Југославији 1941, крај рата је доживело само 14.000 (17%). Од тог броја, у Србији је 8.000 Јевреја (од тога 4000 у Војводини) преживело холокауст.
Савез јеврејских заједница Југославије основан је по завршетку Другог светског рата да би координирао јеврејске заједнице послератне федералне Југославије, и да би лобирао за право Јевреја да емигрирају у Израел.
Више од половине преживелих Јевреја одабрало је да оде у Израел.
Јеврејске заједнице у свим републикама СФРЈ одржавао је на окупу Савез јеврејских заједница Југославије. Тај статус окончан је распадом земље 1990-их. Многи Јевреји су тада одлучили да емигрирају у Израел или САД. Током бомбардовања 1999. Савез јеврејских општина је евакуисао многе старије београдске Јевреје, жене и децу у Будимпешту, одакле су многи трајно емигрирали.
На основу реституције у Србији јеврејским општинама је враћено 40 некретнина, а одређени новчани износ биће уплаћиван током 25 година почев од 2017.
Пре ратова 1990-их, у Србији је живело око 2.500 Јевреја, већином у Београду.
По попису из 2002. у Србији је живело 1.185 Јевреја. Скоро сви Јевреји у централној Србији живе у Београду. Четрдесет посто Јевреја у Србији живи у Војводини.
Једина синагога у Србији, у којој се врше богослужења, је Београдска синагога "Шукат шалом" ("Колиба мира").
Антисемитски инциденти у Србији су релативно ретки.
Влада Србије признаје јудаизам као једну од седам традиционалних верских заједница у Србији.
Чак и данас, већина Јевреја у Србији су сефардског порекла (потомци избеглица из Шпаније и Португала).

## Српске средњовековне задужбине у Израелу и Палестини
У Светој Земљи има више хришћанских светих места која су од посебног значаја за Србе. Tа света места су и српске светиње које су изградили, освећивали, даровали, у које се молили и које су чували Срби. Неке од ових светиња су:
- Сионска Горница
- Српски манастир Светих архангела у Јерусалиму
- Манастир Часнога Крста у Јерусалиму[7]